# Piràmide G1-c
La piràmide G1-c és una de les quatre piràmides subsidiàries que hi ha al sector oriental de la necròpoli de Guiza. Les altres piràmides subsidiàries que l'acompanyen són la G1-a, la G1-b i la G1-d. Es troba emplaçada just al costat oriental de la gran piràmide, i va ser construïda durant la IV Dinastia d'Egipte.
És la que es troba més al sud de les tres piràmides de les reines i pertany la reina Henutsen. Té una amplada de 46,25 metres i una alçada de 29,62 metres. La pared sud de la cambra funerària té un nínxol excavat de quatre centímetres de profunditat. Aquesta piràmide originalment no formava part del complex piramidal de Khufu, ja que el seu costat sud no s'alinia amb el costat de la Gran Piràmide, sinó amb la tomba mastaba de Khufukhaf I. Es va pensar que en algun moment la piràmide G1-c podria ser una piràmide satèl·lit, perquè no posseïa cap pou de vaixell com les piràmides G1-a i G1-b. Més tard es va determinar que era una piràmide inacabada però construïda a correcuita. Es creu que Henutsen hi va ser finalment enterrada. El doctor Rainer Stadelmann va plantejar que Khufukhaf és la mateixa persona que Khafren i que la piràmide l'hauria construït per a la seva mare, tot i que aquesta identificació és dubtosa.

A la cara est de la piràmide hi ha adossat un temple d’Isis d’època tardana (dinastia XVIII) que es va construir incorporant elements d’una antiga capella funerària. A les restes d'aquest temple s'hi va descobrir una estela del Nou Regne que porta una inscripció epígrafa que ens permet atribuir la piràmide a la reina Henutsen:
L'Horus vivent Medju Hor, rei de l'Alt i el Baix Egipte, Khufu, va rebre la vida. És al costat de la Casa de l'Esfinx, al nord-oest de la Casa d'Osiris, senyor de Rasetawi, que va establir la Casa d'Isis. És al costat del temple d’aquesta deessa que va construir la seva piràmide. Va ser al costat d’aquest temple que va construir una piràmide per a la filla del rei, Henutsen.

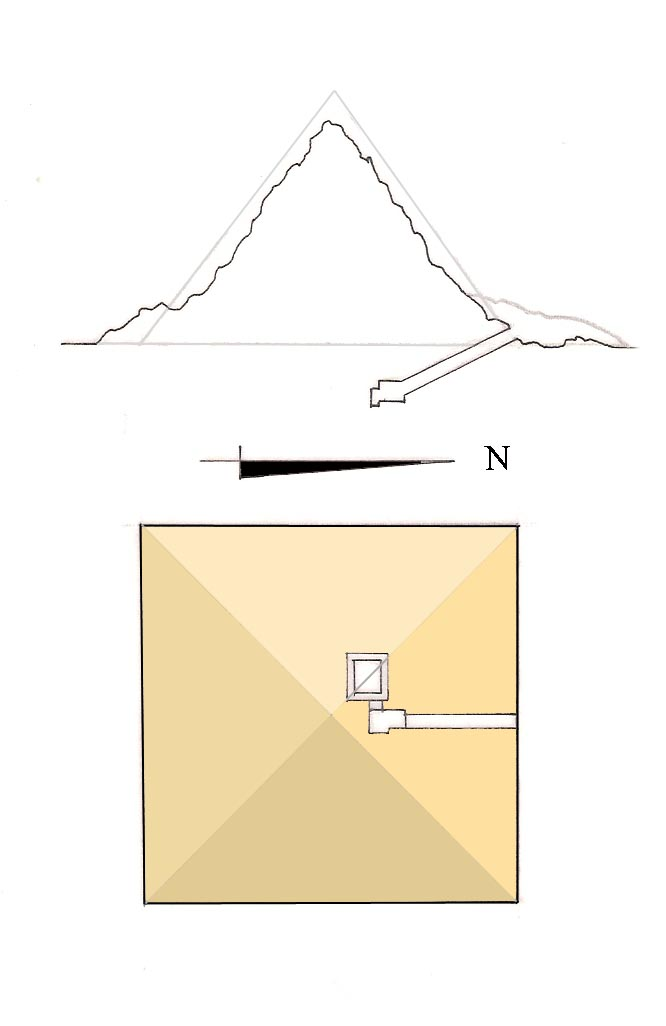
Plànol de la piràmide G1-c.
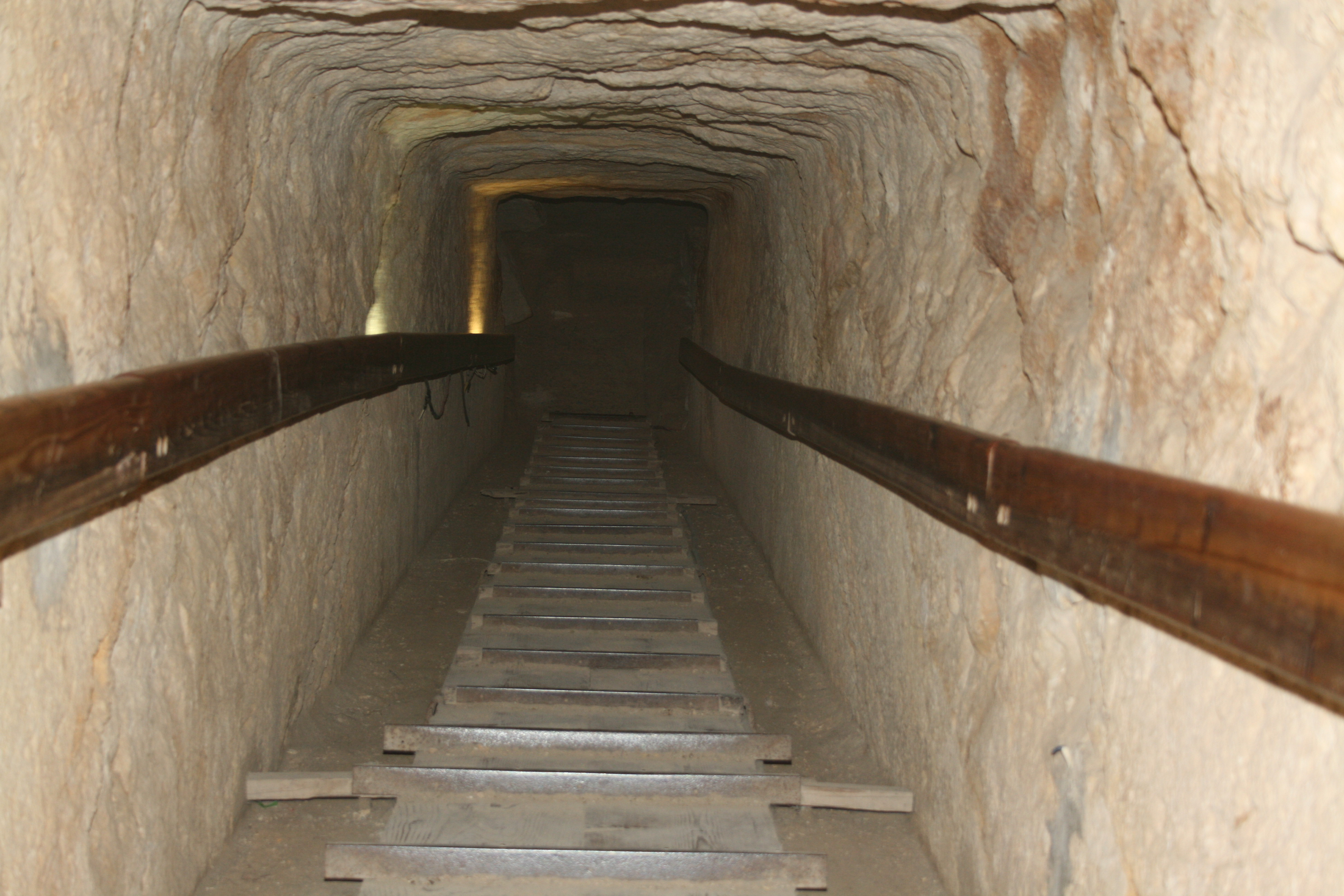
Passadís d'entrada.
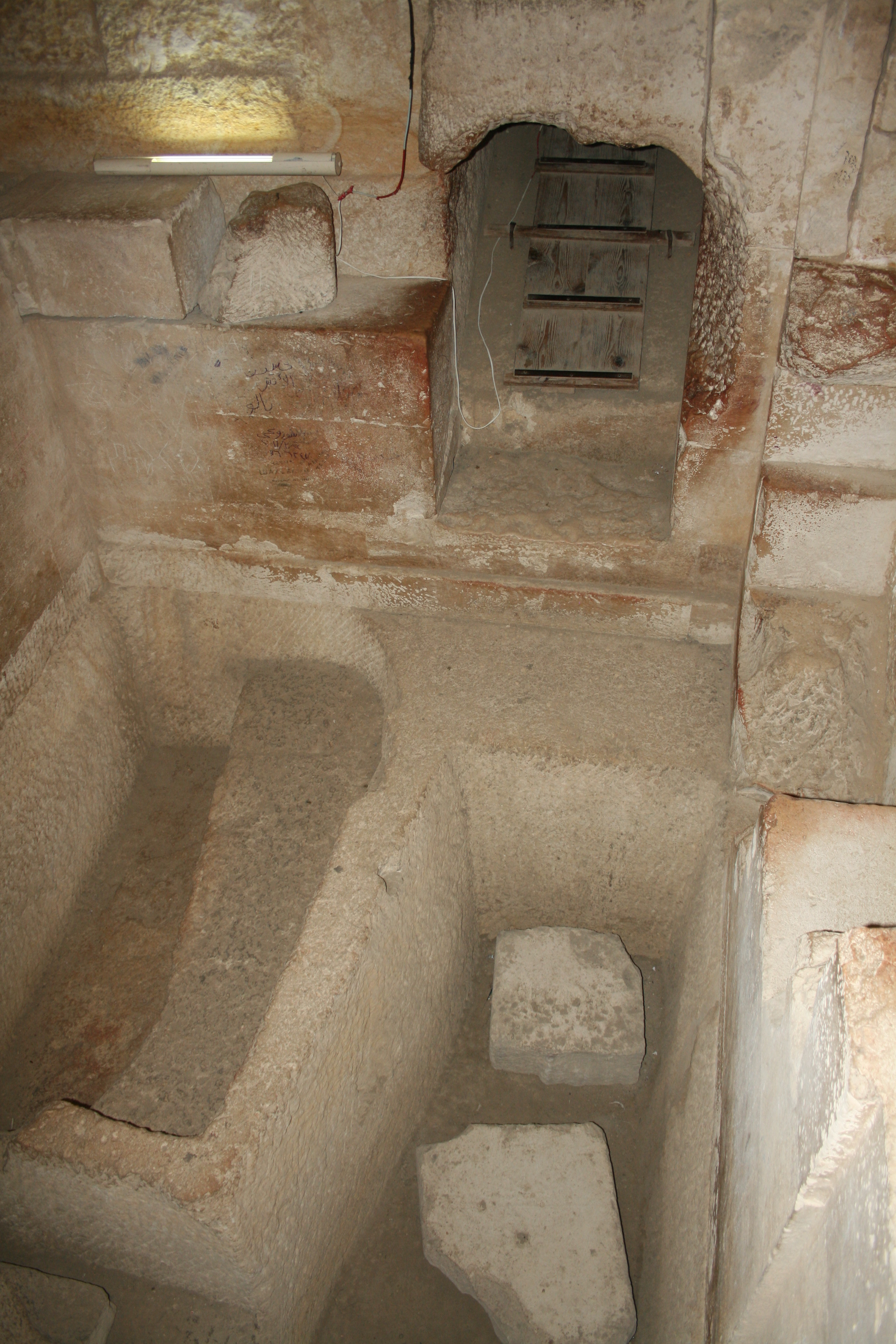
Cambra funerària.
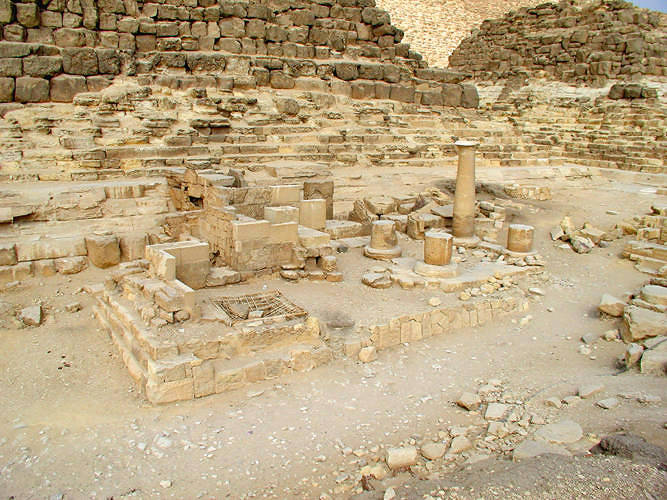
Ruïnes de el temple d'Isis, al costat de la piràmide.